# Betulodes euriceraea
Betulodes euriceraea là một loài bướm đêm trong họ Geometridae.